# ساحة الحضارات الثلاثة

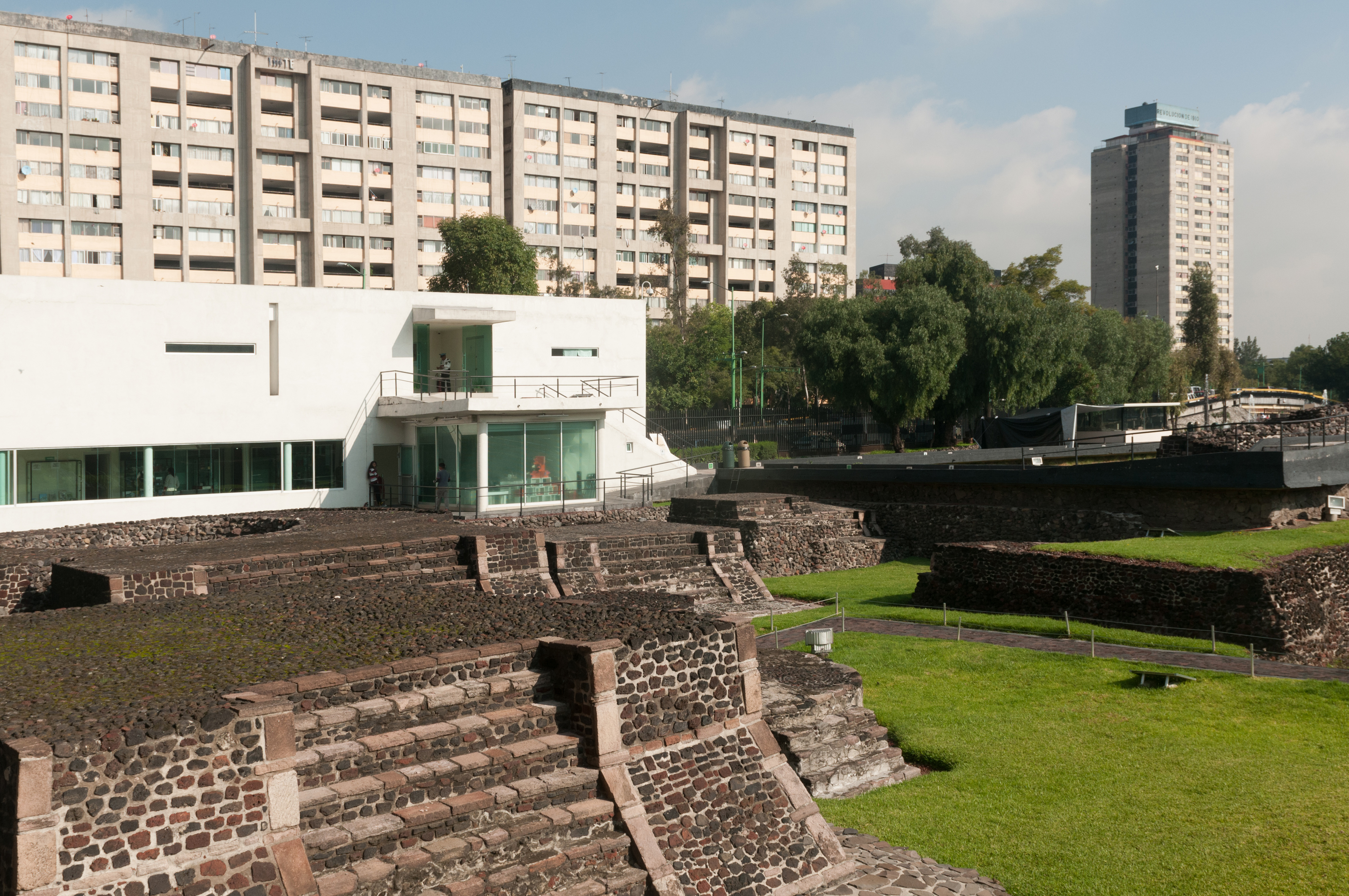
ساحة الحضارات الثلاثة

ساحة الحضارات الثلاثة (Plaza de las Tres Culturas) هي ساحة رئيسية تقع داخل حي تلاتيلولكو في مدينة مكسيكو.أما الاسم فيشير لثلاث فترات هامة من تاريخ المكسيك تتمثّل في مباني الساحة وهي وسط أمريكا، إسبانيا الجديدة، شعب مستيزو المستقل. صمم الساحة المعماري المكسيكي ماريو باني واكتملت عام 1966.

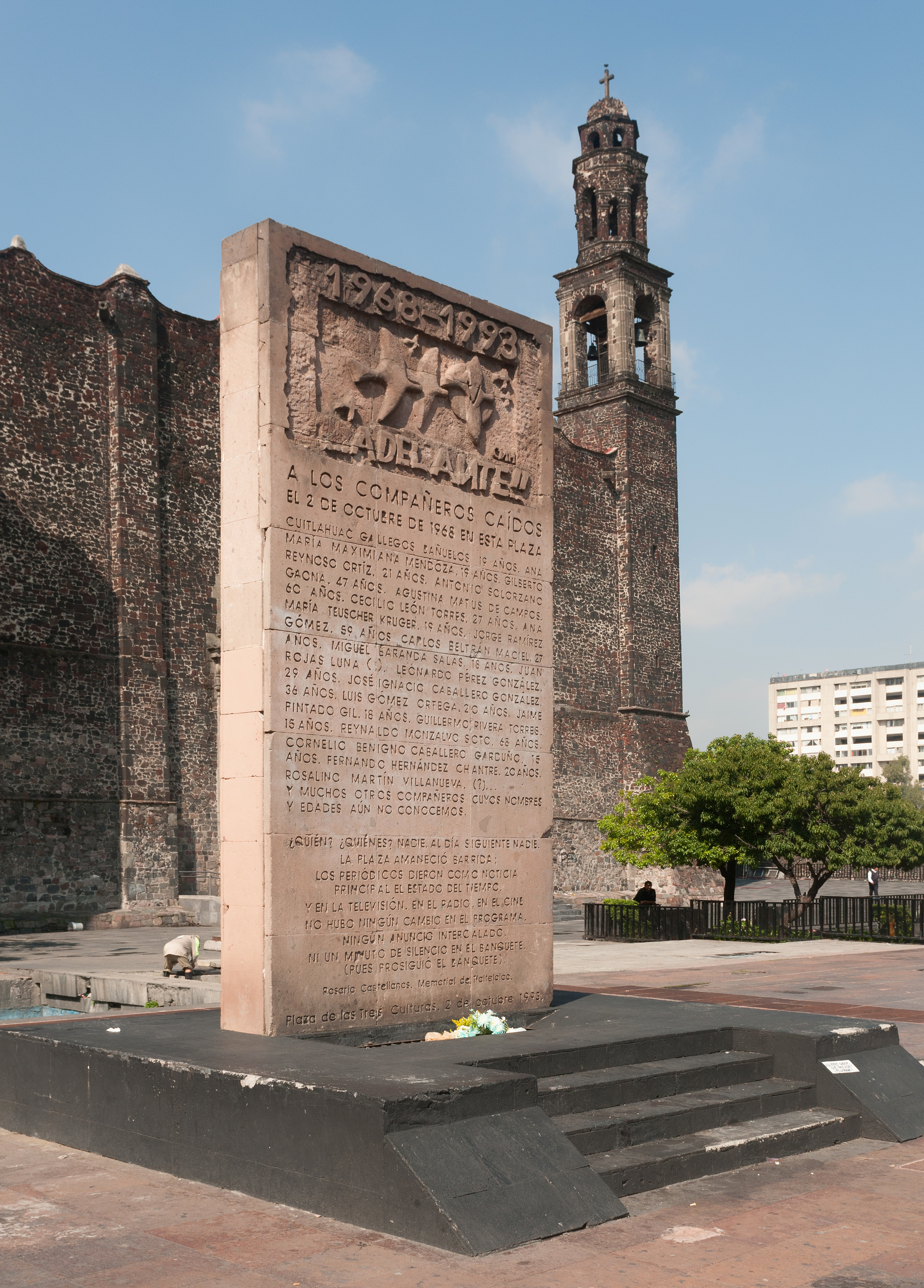
نصب ذكرى مذبحة تلاتيلولكو في ساحة الحضارات الثلاثة

تضم الساحة بقايا معابد الأزتك يحيط بها كنيسة كوليخيو دي سانتا كروز دي تلاتيلولكو التابعة للكنيسة الرومانية الكاثوليكية (بناها فراي خوان دي توركويمادا بين عامي 1604 و1610 )كما يحيط بها مجمع سكني ضخم تم بناؤه عام 1964.
يقع مقرّ وزير الخارجية عن الطرف الجنوبي للساحة. ويضم المقر الآن متحفاً تذكارياً هو متحف "ميموريال 68"، افتتحته الجامعة الوطنية المستقلة في المكسيك في تشرين الأول 2007، لتذكّر مظاهرات الطلاب المكسيكيين عام 1968 وضحايا مذبحة تلاتليلولكو والناجين منها. عند الطرف الجنوبي للساحة، توجد نصب تذكاري حجري كبير أقيم في 2 تشرين الثاني 1993 بمناسبة الذكرى الخامسة والعشرين للمذبحة، في ذكرى مئات القتلى.